# Money in the Bank (2015)
Cet article concerne l'édition 2015 du pay-per-view Money in the Bank. Pour toutes les autres éditions, voir WWE Money In The Bank.
L’édition 2015 de Money in the Bank est une manifestation de catch télédiffusée et visible en paiement à la séance ainsi que gratuitement sur la chaîne de télévision française AB1 ainsi qu'en direct ou Streaming payant sur le WWE Network. L'événement, produit par la World Wrestling Entertainment (WWE), a eu lieu le 14 juin 2015 au Nationwide Arena à Columbus, dans l'Ohio. Il s'agit de la sixième édition du Money in the Bank, pay-per-view annuel qui, comme son nom l'indique, propose un ou plusieurs Money in the Bank Ladder match en tête d'affiche. Le show a été le septième pay-per-view de la WWE en 2015. La vedette de cette affiche est Dean Ambrose.

## Contexte
Les spectacles de la WWE en paiement à la séance sont constitués de matchs aux résultats prédéterminés par les scénaristes de la WWE. Ces rencontres sont justifiées par des storylines — une rivalité avec un catcheur, la plupart du temps — ou par des qualifications survenues dans les émissions de la WWE telles que Raw, SmackDown, Superstars et Main Event. Tous les catcheurs possèdent une gimmick, c'est-à-dire qu'ils incarnent un personnage gentil ou méchant, qui évolue au fil des rencontres. Un pay-per-view comme Money in the Bank est donc un événement tournant pour les différentes storylines en cours.

### John Cena contre Kevin Owens
Le lendemain d'Elimination Chamber, à Raw, Kevin Owens fête sa victoire contre John Cena la veille, John Cena intervient quelques minutes après, lui disant que Kevin n'était pas le vrai champion et que le réel champion sera déterminé à Money in the Bank. Le match est alors annoncé.

### Seth Rollins contre Dean Ambrose
Au Raw suivant d'Elimination Chamber, The Authority s'explique sur le match la veille à Elimination Chamber, Triple H appela Dean Ambrose, Roman Reigns vint à sa place en disant que Dean veut un rematch, un Ladder Match. Seth Rollins accepta de suite en s'énervant.
À la fin du show, Reigns & Ambrose assomment Kane, Seth Rollins & J&J Security, Ambrose tout en repartant avec le WWE World Heavyweight Championship.

### Money in the Bank Ladder match
Dès la fin d'Elimination Chamber, la WWE annonce que Dolph Ziggler, Neville, Randy Orton, Kofi Kingston, Roman Reigns et Sheamus s'affronteront dans un Money in the Bank ladder match pour un contrat pour affronter le WWE World Heavyweight Champion. Lors de Raw du lendemain, Roman Reigns conserve sa participation au match en battant Wade Barrett, Mark Henry et Bray Wyatt. Lors du Smackdown du 4 juin Kane annonce que le dernier participant du Money in The Bank Ladder Match sera : lui-même.

### The New Day contre The Prime Time Players
Lors du SmackDown du 4 juin, un Triple Threat Tag Team match est organisé que The Prime Time Players (PTP) battent The Ascension et The Lucha Dragons pour devenir le challenger pour le Championnat par équipe de la WWE à l'événement.

### Nikki Bella contre Paige
À l'Elimination Chamber, Nikki bat Naomi et Paige dans un Triple Threat match pour conserver son titre des Divas. Le lendemain à Raw, Paige veut un match retour pour le titre, qu'elle ne remporte pas grâce à un Twins Magic des Bella Twins. Le 8 juin à Raw, il est annoncé que Nikki Bella affrontera Paige à l'événement.

### Ryback contre Big Show
À l'Elimination Chamber, Ryback remporte le WWE Intercontinental Championship vacant, dans un Elimination Chamber match. Le 1er juin à Raw, Ryback était prévu pour défendre son titre contre The Miz mais Big Show attaque The Miz et confronte Ryback. Le 8 juin à Raw, il était annoncé que Ryback affrontera Big Show à l'événement.

## Tableau des matchs
| #                                                                | Matchs                                                                                               | Stipulations                                                                          | Temps |
| ---------------------------------------------------------------- | --- | ------------------------------------------------------------------------------------- | ----- |
| Pré-Show                                                         | R-Truth bat King Barrett                                                                             | Match simple                                                                          | 05:41 |
| 1                                                                | Sheamus bat Roman Reigns, Dolph Ziggler (avec Lana), Neville, Kofi Kingston, Randy Orton et Kane     | Money in the Bank ladder match pour la mallette du WWE World Heavyweight Championship | 20:50 |
| 2                                                                | Nikki Bella (c) bat Paige                                                                            | Match simple pour le WWE Divas Championship.                                          | 11:18 |
| 3                                                                | Big Show bat Ryback (c) par DQ                                                                       | Match simple pour le WWE Intercontinental Championship                                | 5:28  |
| 4                                                                | John Cena bat Kevin Owens                                                                            | Match simple                                                                          | 19:15 |
| 5                                                                | The Prime Time Players (Darren Young & Titus O'Neil) battent The New Day (Big E et Xavier Woods) (c) | Tag Team pour le WWE Tag Team Championship.                                           | 5:48  |
| 6                                                                | Seth Rollins (c) bat Dean Ambrose                                                                    | Ladder match pour le WWE World Heavyweight Championship.                              | 35:40 |
| (c) désigne le(s) champion(s) défendant son titre dans le match. | |                                                                                       |       |